# 鳳凰城駅
鳳凰城駅（ほうおうじょうえき）は中華人民共和国遼寧省丹東市鳳城市にある、中国鉄路総公司（CR）の駅。瀋陽鉄道局所属の二等駅に設定されている。

## 乗り入れ路線
瀋丹線と鳳上線が接続している他、瀋丹線に関しては乙線が当駅から分岐し、劉家河駅で本線に戻る。

## 駅周辺
- 鳳澤大市場
- 金鳳凰大酒店
- 鳳城市中心医院
- 鳳城市中医院
- 鳳凰橋
- 鳳城市人民政府
- 丹東市文化技術学校
- 丹東市中医薬学校
- 鳳凰市広播電視大厦
- 鳳凰市第一中学

## 歴史
- 1907年 - 開業。

## 隣の駅
中国国鉄
瀋丹線
（貨）二台子駅 - 鳳凰城駅 - 張家堡駅
瀋丹線（乙線）
中興駅 - 鳳凰城駅
鳳上線
鳳凰城駅 - 官家駅